# Liam Delap
Liam Rory Delap (født 8. februar 2003) er en engelsk professionel fodboldspiller, som spiller for Premier League-klubben Chelsea.

## Klubkarriere

### Manchester City
Delap begyndte sin karriere hos Manchester City, og fik sin førsteholdsdebut den 24. september 2020 i en EFL Cup-kamp imod Bournemouth, og scorede på sin debut.
I løbet af sin tid med klubben tilbragte han lejeaftaler hos Stoke City, Preston North End og Hull City.

### Ipswich Town
Delap skiftede i juli 2024 til Ipswich Town på en permanent aftale. Han imponerede med 12 sæsonmål i sit ene år med klubben.

### Chelsea
Delap skiftede i juni 2025 til Chelsea efter at klubben havde betalt hans frikøbsklausul.

## Landsholdskarriere
Delap har repræsenteret England på flere ungdomsniveauer.

## Privat
Delap er søn af den tidligere professionelle fodboldspiller Rory Delap. Hans bror Finn Delap er også fodboldspiller.